# Mănești (Prahova)
Măneşti è un comune della Romania di 4 098 abitanti, ubicato nel distretto di Prahova, nella regione storica della Muntenia. 
Il comune è formato dall'unione di 5 villaggi: Băltița, Coada Izvorului, Gura Crivățului, Mănești, Zalhanaua.
Nel 2003 si sono staccati da Măneşti i villaggi di Cheşnoiu, Cocorăştii Colţ, Cocorăştii Grind, Colţu de Jos, Ghioldum, Perşunari, Piatra e Satu de Sus, andati a formare il comune di Cocorăștii Colț.